# Lobocheilos ixocheilos
Lobocheilos ixocheilos är en fiskart som beskrevs av Maurice Kottelat och Tan 2008. Lobocheilos ixocheilos ingår i släktet Lobocheilos och familjen karpfiskar. Inga underarter finns listade i Catalogue of Life.